# Heterusia deficiens
Heterusia deficiens là một loài bướm đêm trong họ Geometridae.